# Aeroporto Internacional Sabiha Gökçen
O Aeroporto Internacional Sabiha Gökçen (IATA: SAW, ICAO: LTFJ) é o segundo maior aeroporto internacional de Istambul, Turquia. Foi batizado em honra de Sabiha Gökçen, a primeira mulher piloto de combate do mundo, filha adotiva do fundador da república turca, Atatürk. Situado a cerca de 35 km a sudeste do centro da cidade, no lado asiático, foi construído porque a capacidade do Aeroporto Internacional Atatürk, no lado europeu, não era suficiente para responder ao movimento crescente do tráfego internacional e doméstico.
A maior parte do tráfego internacional de companhias de baixo custo e doméstico de Istambul passa por este aeroporto. Desde outubro de 2009 que a capacidade do aeroporto é de 25 milhões de passageiros anualmente, número que se prevê ser atingido em 2023. À data da sua inauguração, o novo terminal era o maior edifício com construção anti-sísmica do mundo.

## Estatísticas de tráfego
| Ano (meses) | Doméstico | Doméstico | Internacional | Internacional | Total      | Total   |
| ----------- | --------- | --------- | ------------- | ------------- | ---------- | ------- |
| 2010        | 7 489 479 | +64,7%    | 3 700 199     | +76,8%        | 11 189 678 | +68,5%  |
| 2009        | 4 547 673 | +63,0%    | 2 092 285     | +33,4%        | 6 639 958  | +52,3%  |
| 2008        | 2 764 856 | +9,3%     | 1 516 337     | +27,2%        | 4 281 193  | +15,1%  |
| 2007        | 2 528 549 | +17,4%    | 1 191 946     | +56,2%        | 3 720 495  | +27,6%  |
| 2006        | 2 153 561 | +284,7%   | 762 893       | +65,9%        | 2 916 454  | +186,0% |
| 2005        | 559 824   | +5 323,1% | 459 922       | +95,5%        | 1 019 746  | +315,2% |
| 2004        | 10 323    | +265,3%   | 235 278       | +52,3%        | 245 601    | +56,3%  |
| 2003        | 2 826     |           | 154 346       |               | 157 172    |         |

## Companhias e destinos
| Companhia                                  | Destinos |
| ------------------------------------------ | --- |
| Air Arabia                                 | Xarja |
| Air Arabia Maroc                           | Casablanca |
| Air Batumi                                 | Tiblíssi |
| Air Urga                                   | Nikolaev |
| AMC Airlines                               | Cairo |
| Azerbaijan Airlines operada pela Turan Air | Ganja |
| Blu-express                                | Milão-Malpensa, Roma-Fiumicino |
| Borajet                                    | Adana, Alânia, Ancara, Antália, Diarbaquir, Nevexequir, Sirte, Tocate, Trebizonda, Vã, Zonguldaque |
| Cimber Sterling                            | Copenhaga |
| Corendon Airlines                          | Amesterdão, Bruxelas, Eindhoven, Paris, Telavive |
| Dubrovnik Airlines                         | Dubrovnik |
| easyJet                                    | Londres-Gatwick, Londres-Luton |
| easyJet Switzerland                        | Basileia/Mulhouse |
| Flydubai                                   | Dubai |
| Freebird Airlines                          | Madrid, Teerão |
| Germanwings                                | Berlim-Schönefeld, Colónia/Bona, Dortmund, Estugarda |
| Jazeera Airways                            | Cuaite |
| Jetairfly                                  | Bruxelas, Charleroi |
| Jordan Aviation                            | Amã |
| Kish Air                                   | Teerão-Imam Khomeini, Tabriz |
| Norwegian Air Shuttle                      | Oslo |
| Pegasus Airlines                           | Adana, Amesterdão, Ancara, Antália, Barcelona, Beirute, Berlim-Schönefeld, Bodrum, Bruxelas, Colónia/Bona, Copenhague, Dalamane, Diarbaquir, Dusseldórfia, Elaze, Erjane, Estugarda, Francoforte, Gaziantepe, Hanôver, Hatai, Esmirna, Caiseri, Carcóvia, Crasnodar, Cônia, Linz, Londres-Stansted, Madri, Malátia, Marselha, Milão-Bérgamo, Munique, Paris-Orly, Roma-Fuimicino, Saint-Étienne, Samessum, Sófia, Estocolmo-Arlanda, Teerão-Imam Khomeini, Trebizonda, Vã, Viena, Zurique |
| Saga Airlines                              | Teerão |
| Saratov Airlines                           | Nalchique |
| Sayakhat Airlines                          | Actau |
| Sham Wings Airlines                        | Damasco |
| Sky Airlines                               | |
| Starline.kz                                | Aktobe |
| SunExpress                                 | Adana, Amesterdão, Antália, Berlim-Schönefeld, Berlim-Tegel [begins 2 Novembe], Bodrum, Colónia/Bona, Diarbaquir, Dortmund, Dusseldórfia, Erzinjane, Erzurum, Francoforte, Gaziantepe, Hamburgo, Hanôver, Hatai, Esmirna, Carse, Caiseri, Malátia, Mardim, Münster/Osnabruque, Munique, Nuremberga, Samessum, Sivas, Estugarda, Trebizonda, Vã, Viena, Zurique |
| Taban Air                                  | Teerão-Imam Khomeini, Mexede |
| Tailwind Airlines                          | Bilbao, Bruxelas, Madrid |
| Transavia.com                              | Amesterdão (sazonal) |
| Turkish Airlines                           | Adana, Ancara, Antália, Bruxelas, Bodrum, Dalaman, Esmirna, Moscovo-Sheremetyevo, Şanlıurfa |
| Turkish Airlines operada por Anadolujet    | Amesterdão, Ancara, Bodrum, Copenhague, Diarbaquir, Erjane, Erzurum, Cônia, Londres-Stansted, Moscovo-Sheremetyevo, Naquichevão, Estocolmo-Arlanda, Trebizonda, Vã |
| Vueling Airlines                           | Barcelona |
| Wataniya Airways                           | Cuaite |
| Zagros Airlines                            | Teerão |